# Уллеберг, Фритьоф
Фритьоф Мельхиор Блумер Уллеберг (норв. Frithjof Melchior Blumer Ulleberg; 10 ноября 1911, Осло — 31 января 1993, там же) — норвежский футболист, бронзовый призёр летних Олимпийских игр 1936 года. Играл на позиции полузащитника и нападающего.

## Биография
Хольмберг выступал за команды «Меркантиле» и «Люн» в бытность футболистом. За сборную Норвегии он провёл 14 игр, стал бронзовым призёром Олимпийских игр в Берлине в 1936 году и выступил на чемпионате мира 1938 года.

## Статистика

### Матчи Уллеберга за сборную Норвегии
| Матчи Уллеберга за сборную Норвегии | Матчи Уллеберга за сборную Норвегии | Матчи Уллеберга за сборную Норвегии | Матчи Уллеберга за сборную Норвегии | Матчи Уллеберга за сборную Норвегии | Матчи Уллеберга за сборную Норвегии |
| ----------------------------------- | ----------------------------------- | ----------------------------------- | ----------------------------------- | ----------------------------------- | ----------------------------------- |
| №                                   | Дата                                | Соперник                            | Счёт                                | Голы Уллеберга                      | Соревнование                        |
| 1                                   | 26 июля 1936                        | Швеция                              | 4:3                                 | —                                   | Товарищеский матч                   |
| 2                                   | 3 августа 1936                      | Турция                              | 4:0                                 | —                                   | Олимпийские игры 1936               |
| 3                                   | 7 августа 1936                      | Германия                            | 2:0                                 | —                                   | Олимпийские игры 1936               |
| 4                                   | 10 августа 1936                     | Италия                              | 1:2                                 | —                                   | Олимпийские игры 1936               |
| 5                                   | 13 августа 1936                     | Польша                              | 3:2                                 | —                                   | Олимпийские игры 1936               |
| 6                                   | 6 сентября 1936                     | Финляндия                           | 0:2                                 | —                                   | Чемпионат Северной Европы 1933—1936 |
| 7                                   | 20 сентября 1936                    | Дания                               | 3:3                                 | —                                   | Чемпионат Северной Европы 1933—1936 |
| 8                                   | 14 мая 1937                         | Англия                              | 0:6                                 | —                                   | Товарищеский матч                   |
| 9                                   | 27 мая 1937                         | Италия                              | 1:3                                 | —                                   | Товарищеский матч                   |
| 10                                  | 13 июня 1937                        | Дания                               | 1:5                                 | —                                   | Чемпионат Северной Европы 1937—1947 |
| 11                                  | 5 сентября 1937                     | Финляндия                           | 2:0                                 | —                                   | Чемпионат Северной Европы 1937—1947 |
| 12                                  | 19 сентября 1937                    | Швеция                              | 3:2                                 | —                                   | Чемпионат Северной Европы 1937—1947 |
| 13                                  | 10 октября 1937                     | Ирландия                            | 3:2                                 | —                                   | Чемпионат мира 1938 (отбор)         |
| 14                                  | 24 октября 1937                     | Германия                            | 0:3                                 | —                                   | Товарищеский матч                   |

Итого: 14 матчей / 0 голов; 7 побед, 1 ничья, 6 поражений.